# Ludwig Schmid-Reutte
Pour les articles homonymes, voir Schmid.
Ludwig Schmid-Reutte (1863-1909) est un peintre, graveur et enseignant autrichien dont le travail se situe à l'intersection entre le naturalisme fin-de-siècle et les nouvelles tendances modernistes.

## Biographie
Ludwig Schmid-Reutte est né le 13 janvier 1863 à Lechaschau dans le Tyrol autrichien. Il est le fils de Franz Anton Schmid, fermier et maçon. En 1878, il entre à l'Académie des beaux-arts de Munich et suit les cours de Franz Defregger et Ludwig von Löfftz ; il commence par produire des toiles pour des églises. Il a pour camarade Lovis Corinth.
En 1890, à Munich, il fonde et dirige avec Friedrich Fehr et Paul Nauen, un atelier et une école privée spécialisés dans l'anatomie artistique. Il intervient également dans des ateliers de dessins et de peintures ouverts aux femmes. Ses cours connaissent une certaine réputation ; il a une certaine influence sur Emil Nolde. Gertrud Kleinhempel compte également parmi ses élèves.
En 1899, il est recruté, sans doute par le biais de Wilhelm Trübner, comme professeur à l'Académie des beaux-arts de Karlsruhe. Très populaire, sa classe compta jusqu'à soixante élèves. Il enseigne dans cette école jusqu'en 1907, et doit quitter son poste à cause d'une maladie nerveuse, puis retourne à Munich.
En 1904, il est décoré de l'Ordre du Lion de Zaeringen. En mai-octobre 1908, sa toile Ruhende Flüchtlinge est exposée à la Große Berliner Kunstausstellung (salon d'art de Berlin).
Il meurt en 1909 à l'« Heil- und Pflegeanstalt Illenau für psychisch Kranke », un établissement de soins situé dans une station thermale à Achern (grand-duché de Bade).

## Œuvre

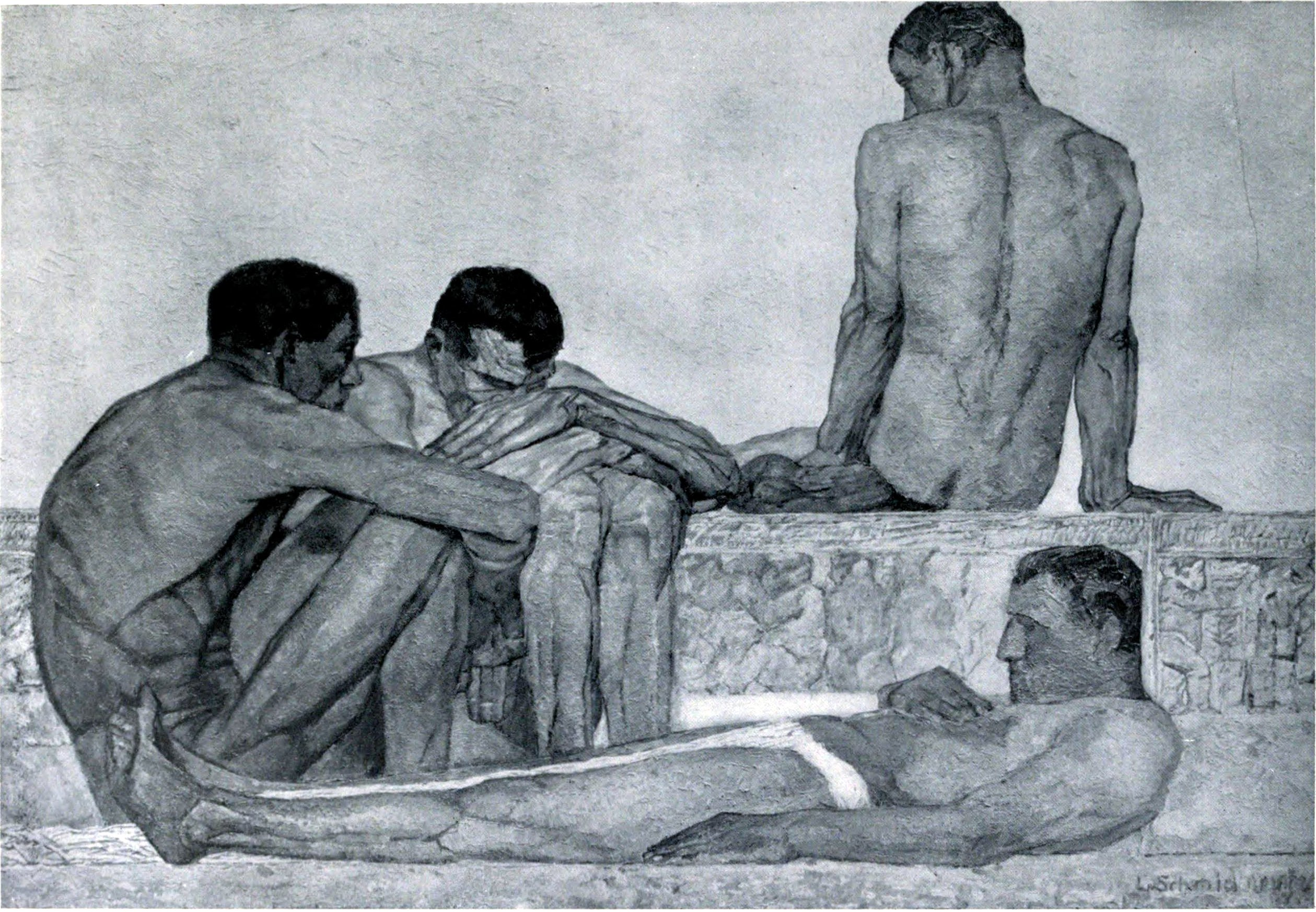
Ruhende Flüchtlinge, reproduction d'une toile présentée au salon de Berlin de 1908.

Avant 1890, Schmid-Reutte subit l'influence de son professeur munichois Franz Defregger, puis abandonnant la peinture de genre chère à l'école de Munich, il se tourne vers la représentation du corps humain, dont des nus masculins. Au cours des dix années suivantes, son style s'affirme, en marge de la Sécession de Munich, entre monumentalité, symbolisme et recherches très personnelles qui annonce le courant expressionniste. On compte quelques toiles à caractère érotique. Ses recherches plastiques ont attiré l'attention de certains critiques d'art après sa mort, dont Carl Einstein. Le nombre total de ses peintures atteint à peine la cinquantaine. Il a également produit des gravures sous la forme d'eaux-fortes.
En 1913, Friedrich Schmitt-Spahn et Hans Thoma publient à Stuttgart 32 reproductions gravées de ses principales toiles.
Parmi ses élèves, on compte Sonia Delaunay, Alfred Kubin (1898), Julius Seyler (en) (1890), Joseph Uhl, Franz Windhager.
La Kunsthalle de Mannheim conserve une toile marquée par le courant naturaliste et l'impressionnisme intitulée Bäuerin-Mutter des Künstlers (avant 1890). La Staatliche Kunsthalle Karlsruhe conserve de son côté Consummatum est, grande toile aux tons jaunes inspirée du calvaire du Christ.